# Bözödi György
Bözödi György, családi nevén Jakab (Bözöd, 1913. március 9. – Budakeszi, 1989. november 25.) magyar író, szociográfus, történész.

## Életútja
A kolozsvári unitárius kollégiumban érettségizett, két évig teológiát, majd a kolozsvári egyetemen jogot és bölcsészetet hallgatott. Újságíró az Ellenzék és Keleti Újság című lapoknál, később a marosvásárhelyi Székely Szó felelős szerkesztője, a kolozsvári Hitel főmunkatársa (1935), majd a kolozsvári Egyetemi Könyvtár tisztviselője.
A második világháborúig a Pásztortűz, Ellenzék, Erdélyi Helikon, Korunk hasábjain közölt; a Kemény Zsigmond Társaság (KZST) tagja. 1934–35-ben a marosvásárhelyi Tűz című hetilapban, 1941-ben Móricz Zsigmond lapjában, a Kelet Népében cikkezett, majd egyik alapítója és szerkesztője lett a Termés c. kolozsvári folyóiratnak (1942–44).
A második világháború után az 1848-49-es Történelmi Ereklye Múzeum őre, majd egy ideig könyvelőként dolgozott szövetkezetnél, állami vállalatnál, 1957-től nyugdíjazásáig (1975) marosvásárhelyi akadémiai kutató, majd főkutató volt.
Budakeszin érte a halál, de kívánságára falujában, Bözödön temették el.

## Munkássága
Első versei, novellái 1932-ben jelentek meg a kolozsvári Keleti Újságban. Az 1930-as évek romániai magyar prózájában a népélet realista ábrázolásával tűnt fel; az előtte járó nemzedék székely mítoszával szemben a valóságos székely paraszti élet múltját és jelenét ábrázolta. Székely bánja (Kolozsvár, 1938) című történeti és szociográfiai munkájában tudományos alapossággal tárta fel a Székelyföld múltjának és jelenének valóságát. Ez a könyv a falukutató mozgalom radikalizmusához kapcsolódott, s heves ellenkezést váltott ki a népi népi romantika hívei és az első világháború utáni konzervatív politikai áramlatok képviselői körében.
Mivel mind az Erdélyi Szépmíves Céh (ESZC, mind a Hitel részéről elutasítással találkozott, Tizenhét Erdélyi Fiatal Író vállalkozott kiadására, jelezve egy írónemzedéknek a romániai magyar népélet realista, a valóság tényeit figyelembe vevő szemléletét. A szerző a részletek gazdagságát tárja fel és rendszerezte. Az adott korszak történeti-társadalmi viszonyainak leírását adta. A mű megjelentetése a fiatal írók saját erejéből egyben nyitánya volt az Erdélyi Enciklopédia könyvkiadói tevékenységének.
A népélet valóságát elkendőző romantikus látással szemben a hitelességre való törekvés jellemezte szépprózai munkásságát, különösen novelláit. Első regénye, a Nyugtalan pásztorok, azt sugallja, hogy a balladateremtő tragédiák nem a néplélek immanens termékei, nem egy "örök székely lélek" megnyilatkozási formái, hanem a konkrét társadalmi valóságból erednek. A falukutató anyaggyűjtéssel párhuzamosan egyre jobban elmélyül, gazdagabbá válik írói szemlélete: az 1930-as évek falujának, a világgazdasági válság embertelen nyomorának, a kisebbségi sorban tengődő erdélyi falunak hiteles rajzát adta.
Nemcsak a paraszti élet elmélyült, hiteles ábrázolójaként tűnt ki; adatgyűjtő utazásai során mintegy ötven faluban és kisvárosban alaposan megismerte a vidéki értelmiség, tanítók, papok, tisztviselők létproblémáit is. Kora kisebbségi értelmiségének eléggé zárt világát, tévedésekkel teli, jószándékú, de a társadalmi mozgalmakhoz alig kapcsolódó, utópiákba kapaszkodó, világmegváltó eszméket melengető, valójában kiúttalan életét mutatta be Romlás c. regényében. Elszakíthatatlanul együtt élt falujával, felszínre igyekezett hozni a népi értékeket, és ez vonzotta érdeklődését a folklórkutatás irányába. Felfedezte Bágyi Jánost, akitől kétkötetnyi székely népmesét gyűjtött egybe s adott ki szakszerű módon.
Mint az erdélyi múlt elmélyült kutatóját, a népi lázadások problematikája foglalkoztatta: az 1562. évi székely lázadás éppen úgy, akárcsak az 1848–49-es forradalom és szabadságharc erdélyi eseményei, gazdasági és társadalmi vonatkozásban egyaránt. A kutató eredményeit a szépíró is hasznosítja: Gábor Áronnak és társainak életét és tevékenységét dolgozta fel töredékekben megjelent regényes korrajzában (Tűzpróba, Igaz Szó, 1969/3). A Gábor Áron-témára újra meg újra visszatért.
Tanulmányt írt az ágyúöntőről az Aluta számára (1969), Gábor Áron és hűséges árnyéka címmel feleségéről közölt új adatokat az Utunk Évkönyvben (1970). Cikket ír a máramarosi 1849-es fegyvergyártásról (Studii de Istorie, Filologie și Istoria Artei, 1972), 1848 márciusa Marosvásárhelyen című forrásértékű írását a Magyar történetírók Avram Iancuról című gyűjtemény (1972) közli. Az 1848. Arcok, eszmék, tettek című Kriterion-kötetben Gábor Áron forradalmi szerepéről s Petőfi egy napjáról írt tanulmányaival szerepelt. Részt vett az akadémiai kiadásban megjelent Revoluția de la 1848-1849 din Transilvania című sorozat (I. 1977; II. 1979) munkaközösségében.
Irodalmi jelentkezésétől kezdve költőként is számon tartották, verseskötete (Nap és árnyék) azonban csak 1979-ben jelent meg. Fiatalkori verseiben az igazibb népiség, az úri világgal való szembeszállás, a szegénység melletti hitvallás, az elnyomottak magasabb rendű erkölcsisége nyilvánult meg, később inkább a bölcseleti elem, az élet egyetemes igazságainak, örök érvényű összefüggéseinek lírai tükrözése jellemezte. Szorosan kapcsolódott a Móricz Zsigmond utáni nemzedék áramköréhez, legjobb törekvéseihez. Móricznak különben kedves munkatársa, hűséges útitársa székelyföldi barangolásai során (emlékezéseit 1979-ben a Móricz Zsigmond közöttünk c. antológia közölte). A német megszállás után részt vett az antifasiszta ellenállási mozgalomban. A második világháború után műfordításaival a román irodalom népszerűsítésében is jelentős szerepet játszott.

## Kötetei
- Székely emberek, zsidó istenek (Jegyzetek a székely szombatosokról, Kolozsvár, 1935)
- Új erdélyi antológia. Abafáy Gusztáv, Bözödi György, stb. írásai; Minerva, Kolozsvár, 1937
- Székely bánja (szociográfia, Kolozsvár, 1938 és Budapest, 1939)
- Romlás I-II. (regény, Budapest, 1940)
- Nyugtalan pásztorok (regény, Budapest, 1942, 3. kiadás, elbeszélésekkel együtt Izsák József bevezetőjével, RMI 1968)
- A tréfás farkas (Bágyi János meséi, Gy. Szabó Béla rajzaival, Budapest, 1942, 1943)
- Székelyek. A nép élettörténete. Vázlat; Bolyai Akadémia, Bp., 1943 (Bolyai könyvek)
- Repedt csupor (elbeszélések, Budapest, 1944)
- Erdély szabadságharca (1848-49 a hivatalos iratok, levelek és hírlapok tükrében, Balogh Edgár bevezetőjével, Kolozsvár, 1945)
- Rebi néni feltámadása (novellák, Kolozsvár, 1945)
- Eladó temető (Sepsiszentgyörgy 1945)
- Nyugtalan pásztorok. Regény; Magyar Téka, Bp., 1945
- Szegény ember okos leánya. Román népmesék; ford. Bözödi György, Ignácz Rózsa, Jékely Zoltán, utószó, jegyz. Kovács Ágnes; Európa, Bp., 1957
- Román népmesék; ford. Bözödi György; Állami Irodalmi és Művészeti, Bukarest, 1958 (Kincses könyvtár)
- Hazafelé (válogatott elbeszélések, Gy. Szabó Béla illusztrációival, Marosvásárhely, 1958)
- Az eszös gyermök (Bágyi János meséi Gy. Szabó Béla és Ferenczy Júlia rajzaival, 1958)
- Nyugtalan pásztorok : elbeszélések. (Bukarest, 1968)
- Nap és árnyék (versek, Izsák József utószavával, 1979)
- Halott-világítás (novellák, Kriterion Könyvkiadó, Bukarest, 1990)
- A Nap s a Hold keresése. Bözödi népmesék; Bözödi György 1941-es gyűjtését sajtó alá rend., utószó B. Nádor Orsolya, típusmutató, tájszavak magyarázata Nagy Ilona; Akadémiai, Bp., 1993 (Mesék, mondák, történetek)
- Földre írt történelem. Válogatott írások; vál., jegyz., utószó Nagy Pál; Pallas-Akadémia, Csíkszereda, 1998
- Székely századok. Történelmi tanulmányok; gyűjt., jegyz. Nagy Pál; Pallas-Akadémia, Csíkszereda, 2002 (Bibliotheca Transsylvanica)

### Fordításkötetei
- V. Em. Galan: Baragán I. (1956) és II. (1961)
- Zaharia Stancu: Vérebek (1957)
- Szegény ember okos leánya (román népmesék, Ignácz Rózsával, Jékely Zoltánnal, Budapest, 1957)
- Liviu Rebreanu: Akasztottak erdeje (Marosvásárhely, 1957)
- Román népmesék (1958)
- Cezar Petrescu: Főváros (1963)

## Díjak, elismerések
- Baumgarten-jutalom (Budapest, 1939)